# Villa Lante

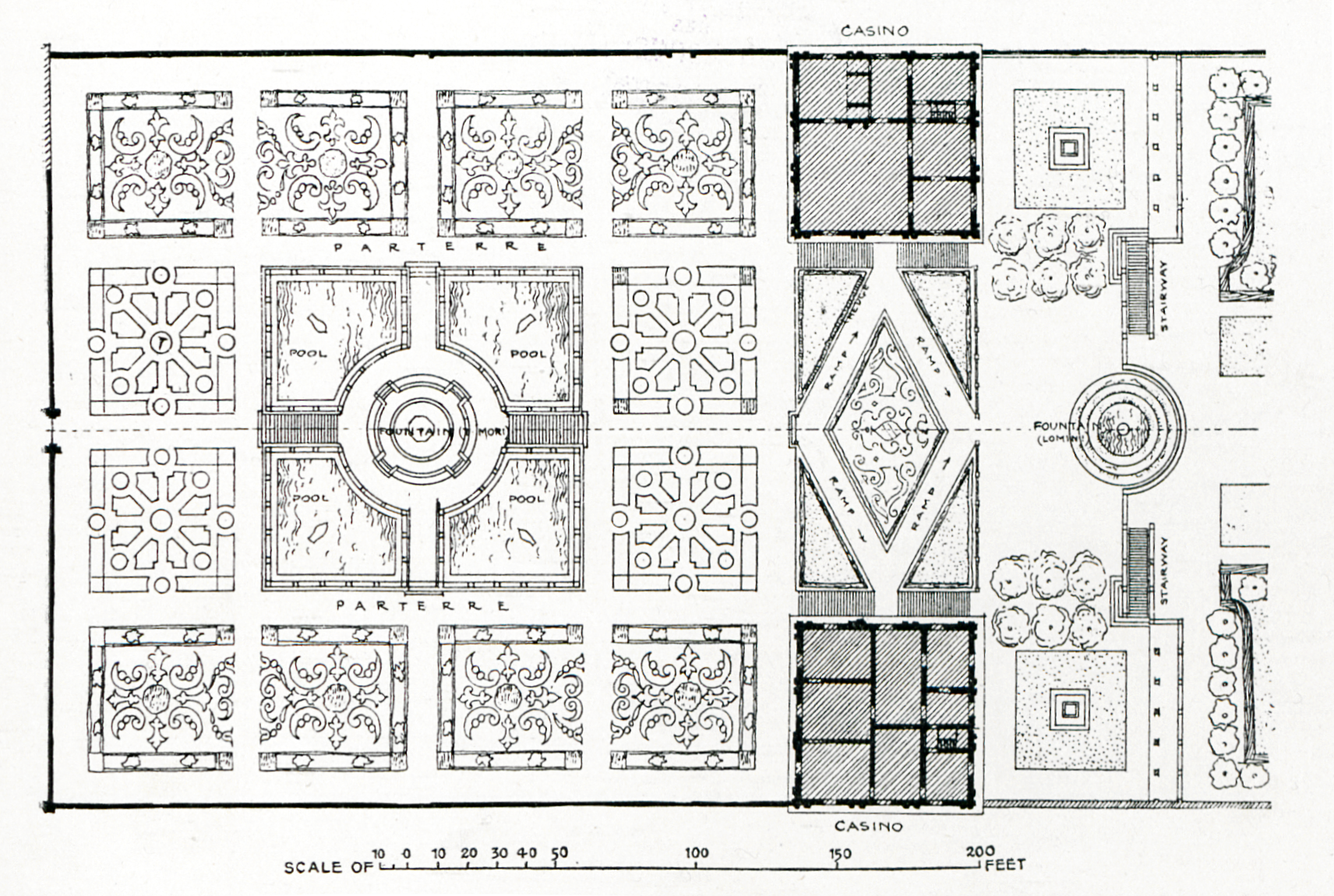
Gartenplan Villa Lante von Henry Inigo Triggs (um 1910)

Die Villa Lante liegt in Bagnaia, einem Ortsteil von Viterbo in Italien.

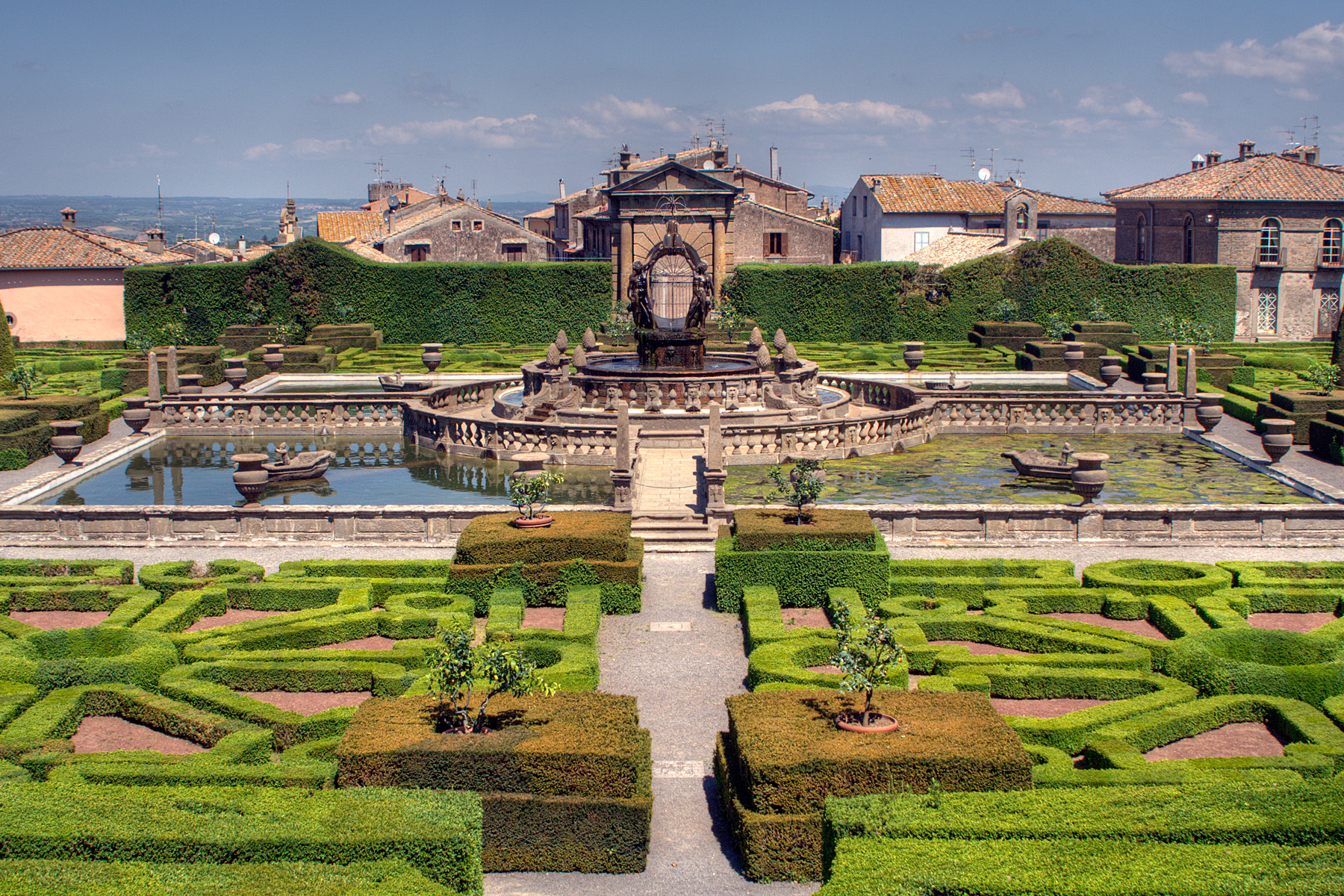
Garten

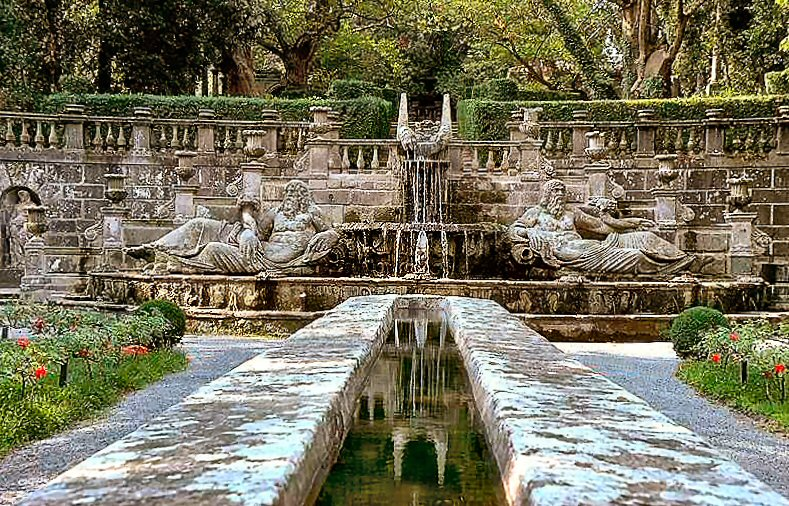
Wasserfall und steinerner Tisch

Es existiert eine gleichnamige Villa Lante al Gianicolo auf dem Gianicolo-Hügel in Rom, in der sich das Institutum Romanum Finlandiae und die finnische Botschaft beim Heiligen Stuhl befinden.

## Casini
1498 richtet Kardinal Raffaele Riario, der Großneffe von Papst Sixtus IV., ein Jagdrevier ein. Die Änderung zum Park mit Brunnen geht auf Kardinal Niccolo Ridolfi, einen Neffen von Papst Leo X., zurück. 1568 beginnt der Bau der Villa Lante unter Aufsicht von Kardinal Gianfrancesco Gambara, das Bauwerk wird dem Architekten Giacomo Barozzi da Vignola zugeschrieben. 1578 sind die Arbeiten weitgehend abgeschlossen, weitere Arbeiten werden aber auf Grund der Kritik an der Höhe der Ausgaben anlässlich eines Besuchs von Papst Gregor XIII. vorerst ausgesetzt. Kardinal Alessandro Peretti Damasceni, genannt Montalto, ein Großneffe mütterlicherseits von Papst Sixtus V., vollendet den Park und lässt im ersten Jahrzehnt des 17. Jahrhunderts aus Symmetriegründen ein zweites, gleich aussehendes Casino im Park errichten. Die beiden Casini stellen den Mittelpunkt des Parks dar. 1656 veränderte der Adlige Ippolito Lante Montefeltro della Rovere, 1. Herzog von Bomarzo, das Gebäude und den Park geringfügig. Die Fresken in der so genannten Stanza della Caccia des Casino Gambara werden Antonio Tempesta zugeschrieben.

## Garten
Der Park wurde ebenfalls von Vignola in Terrassen auf einer Hügelflanke angelegt: Treppen und Rampen ziehen sich über den Abhang hinunter. Am Fuß des Hügels liegt ein Brunnen mit Bronzefiguren von Taddeo Lantini. Pavillons, die nicht parallel zueinander, sondern im schrägen Winkel stehen, bewirken, dass sich die ganze Baueinheit für den bergaufsteigenden Beschauer zu weiten scheint, während sich, von oben betrachtet eine Verengung ergibt und der Raum zwischen den Pavillons optisch begrenzt erscheint.
Wasser spielt in diesem Park eine wichtige Rolle: ein System von Brunnen und Wasserläufen zieht sich über die gesamte Hügelflanke. Der Park ist ein frühes Beispiel für die Symbiose von Natur- und Kulturlandschaft.

### Gartenbeschreibung
Am Fuße des Hügels liegt ein formaler Garten. In seinem Zentrum liegt eine quadratische Brunnenanlage (Fontana del quadrato) mit einem kreisförmigen Becken in der Mitte. Vier Figuren nackter Jünglinge, sie werden Taddeo Lantini zugeschrieben, halten das Wappen der Montalto.
Hinter den Zwillingsbauten der Casini steigt das Gelände an und in dieser ersten Stufe liegen der Lichterbrunnen und die Grotten der Venus und des Neptun. Oberhalb weitet sich das Gelände zu einer Terrasse, die in der Mitte von einem steinernen Tisch (Die Tafel des Kardinals) beherrscht wird, der in der Längsachse eine mit Wasser gefüllte Rinne aufweist. Darin konnte Wein und Obst gekühlt werden.
Hangwärts erhebt sich der Gigantenbrunnen der von einer Wasserkette gespeist wird. Die Wasserkette entspringt dem Maul eines Krebses (gambero) und läuft den Hang herab, wobei das Wasser immer wieder von Steinen abgelenkt wird, die in seinem Lauf liegen. Die oberste Terrasse ziert der achteckige Delfinbrunnen mit mehreren übereinanderliegenden Schalen. Den Abschluss bilden die zwei Loggien der Musen. Sie umschließen eine Grotte in der die Quelle entspringt, die den Wassergarten speist.
Der Garten wird zwischen den beiden Polen der unberührten Natur und dem formal geordneten Gartens als zivilisatorische Maßnahme des Menschen entwickelt. Der offizielle Eingang erfolgt am obersten Punkt des Gartens direkt aus dem sogenannten bosco (Wald) und führt von dort abwärts zum formalen Garten des Gartenparterres. Der Weg abwärts wird wesentlich vom Wasser begleitet, für dessen hydraulischen Bändigung Tommaso Ghinucci aus Siena verantwortlich ist.

Foto von Paolo Monti, 1965-66
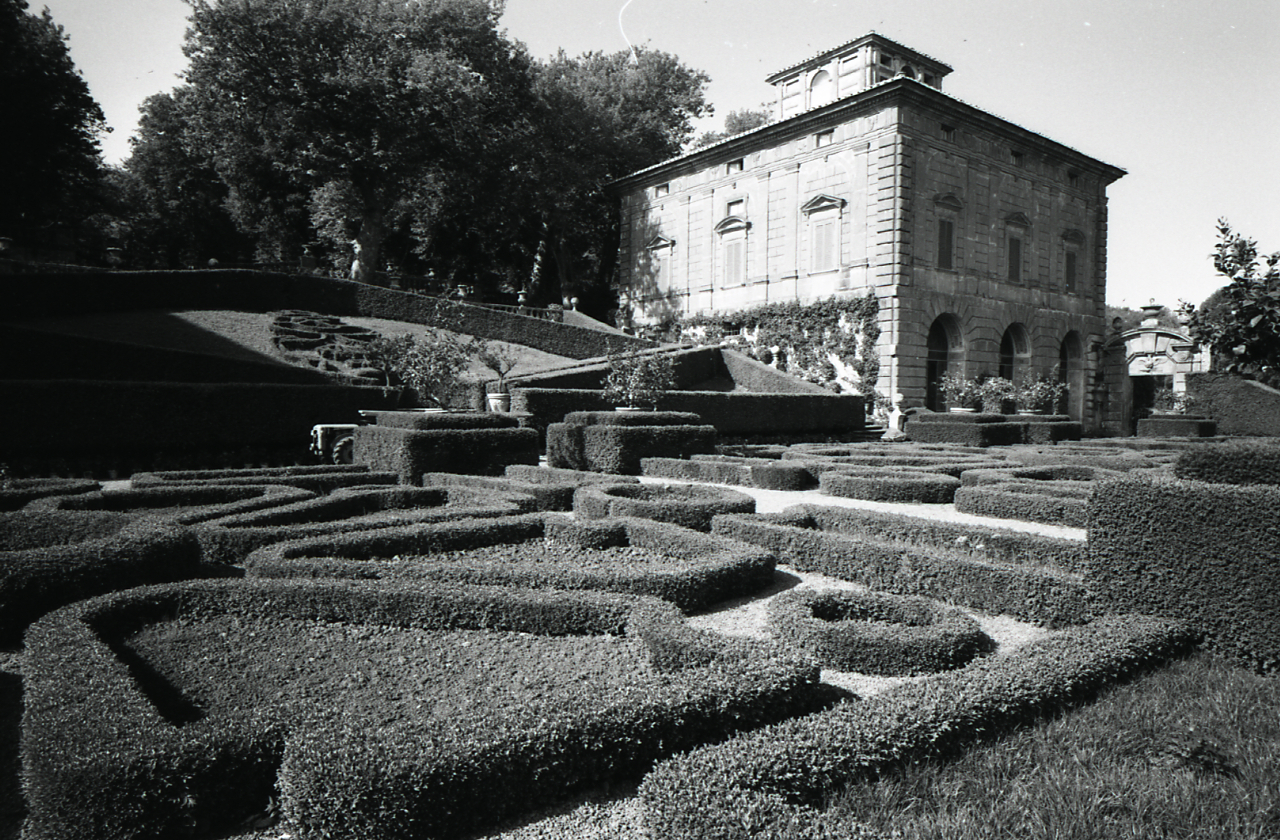
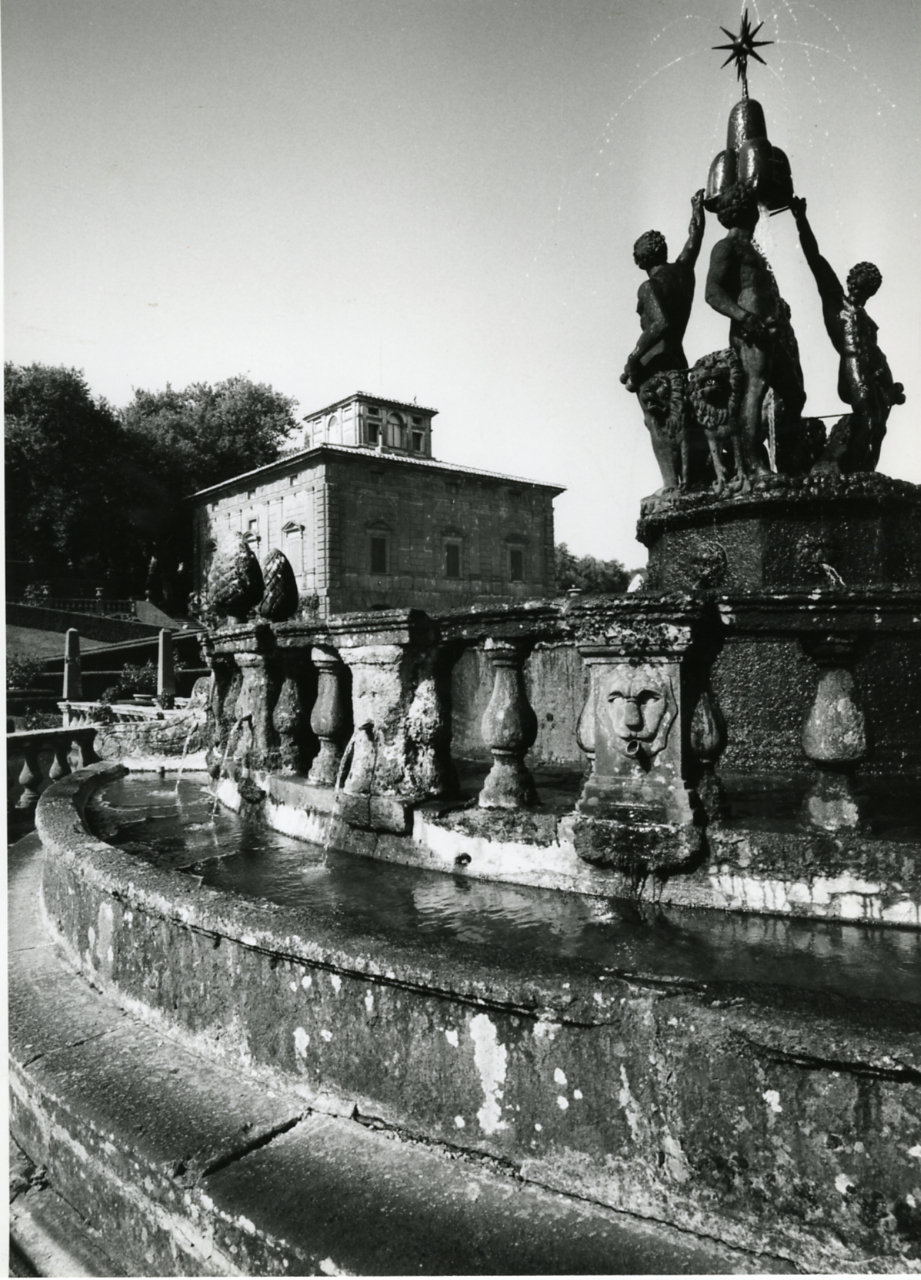